# Neocteniza subirana
Neocteniza subirana là một loài nhện trong họ Idiopidae.
Loài này thuộc chi Neocteniza. Neocteniza subirana được Norman I miêu tả năm 1976. Platnick & Shadab.